# العلاقات الأمريكية الصينية
العلاقات الأمريكية الصينية وهو مصطلح يشير إلى العلاقات الدولية بين دولتي الولايات المتحدة وجمهورية الصين الشعبية، ووصف علماء السياسة والاقتصاد العلاقات ما بين الولايات المتحدة والصين هي الأهم في القرن 21، وعلى الرغم من أن علاقة البلدين أنها شراكة استراتيجية وهناك باحثون يرون أنهما سيكونان خصمين أو عدوين مستقبليين.
حتى 2014 الولايات المتحدة تمتلك أكبر اقتصاد في العالم والصين هي الاقتصاد الثاني ويرى البنك الدولي أن الصين ستصبح الاقتصاد الأضخم في العالم ما بين سنتي 2020 و2030.
عُرف تاريخ العلاقات بين البلدين تعاون خلال فترة الحرب العالمية الثانية، لكن أثناء الحرب الباردة بعد مجيء ماو تسي تونغ إلى السلطة وتحويله الصين إلى بلد شيوعي تغيرت العلاقات بين البلدين، حيث حاربت الصين الولايات المتحدة في الحرب الكورية وفي حرب فيتنام وأصبحت الصين ثاني أخطر عدو للولايات المتحدة بعد الاتحاد السوفييتي، لكن بعد الإصلاح الاقتصادي الصيني انفتحت العلاقات بين البلدين ووقع البلدين اتفاقية خفض الأسلحة النووية واتفاقيات مكافحة الإرهاب.
بدأت العلاقات مع الصين ببطء حتى معاهدة وانغشيا في عام 1845. كانت الولايات المتحدة حليفة جمهورية الصين خلال حرب المحيط الهادئ ضد اليابان (1941-1945)؛ ولكن بعد الانتصار الشيوعي في بر الصين الرئيسي خلال الحرب الأهلية الصينية؛ خاضت نزاعًا مسلحًا كبيرًا مع جمهورية الصين الشعبية في الحرب الكورية؛ ولم تقيم علاقات لمدة 25 عامًا حتى زيارة الرئيس ريتشارد نيكسون للصين في عام 1972. ذهب كل رئيس أمريكي، باستثناء جيمي كارتر، منذ زيارة نيكسون بجولة في الصين. توترت العلاقات مع الصين في ظل استراتيجية الرئيس باراك أوباما المحورية في آسيا. بلغ تفضيل الشعب الصيني للولايات المتحدة نسبة 51% في العام الأخير لأوباما (في عام 2016)، وذلك على الرغم من التوترات التي سادت خلال فترة ولايته، وتراجع هذا التفضيل خلال ولاية ترامب.
امتلك 22% من الأمريكيين وجهة نظر إيجابية عن الصين، وامتلاك 73% وجهة نظر سلبية، وذلك وفقًا لمسح أجراه مركز بيو للأبحاث في عام 2020، وهي واحدة من أكثر وجهات النظر السلبية عن الصين. وجد الاستطلاع أيضًا أن 24% (الأغلبية النسبية) من الأمريكيين يرون أن الصين هي التهديد الأكبر للولايات المتحدة. وجدت دراسة استقصائية للآراء العامة الصينية أيضًا انخفاضًا مماثلًا في تفضيل الولايات المتحدة، إذ أعرب 61% من الصينيين عن وجهة نظر سلبية.
تدهورت العلاقة بين البلدين بشكل حاد في عهد الرئيس دونالد ترامب، الذي وصفت حكومته الصين بأنها «منافس استراتيجي» انطلاقًا من استراتيجية الأمن القومي لعام 2017. أطلقت وزارة العدل الأمريكية في عام 2018 «مبادرة الصين» «لمكافحة التجسس الاقتصادي». نُشرت إحدى الدراسات الأولى حول تأثير المبادرة في عام 2020، وخلصت إلى أن الطريقة التي تعمل بها المبادرة تؤدي بشكل غير عادل إلى وصم الباحثين من أصل صيني، وذلك من خلال التلميح إلى «التهديد بالتبعية». شنت المبادرة بعد ذلك حربًا تجارية ضد الصين، ومنعت الشركات الأمريكية من بيع المعدات لشركة هواوي وشركات أخرى مرتبطة بانتهاكات حقوق الإنسان في معسكرات الاعتقال في سنجان، وزادت قيود التأشيرات على الطلاب والعلماء الصينيين، ووصفت الصين كمتلاعب بالعملة.
بدأ المراقبون السياسيون في التحذير من اندلاع حرب باردة جديدة خلال حكومة ترامب، وخاصة منذ بدء الحرب التجارية بين الولايات المتحدة والصين. حذر مايكل دي. سوين في عام 2019 من أن «القوى والمصالح والمعتقدات الإيجابية والمتفائلة والتي استدامت العلاقات الثنائية لعقود؛ تفسح في كثير من الأحيان المجال للتشاؤم غير المبرر والعداء والعقلية الصفرية في كل مجال من مجالات التعاون تقريبًا». تدهورت العلاقة لأدنى مستوياتها بحلول مايو عام 2020، إذ كان كلا الجانبين يجند الحلفاء لمهاجمة الآخر فيما يتعلق بانتشار جائحة فيروس كورونا في جميع أنحاء العالم.
تستمر المشاكل بين الولايات المتحدة والصين في تزايد عام 2021 حيث أمر الرئيس جو بايدن بمراجعة من قبل المخابرات الأمريكية لتقييم احتمالية تطور فيروس كورونا في مختبر في الصين، والذي كان احتمال حدوثه قيد التحقيق من قبل منظمة الصحة العالمية. شهدت التوترات بين الولايات المتحدة والصين تكثيفًا مماثلاً في يونيو 2020 وذلك عندما تم رفض عرض قدمته الإمارات لاختبار الموظفين في السفارة الأمريكية بأدب بسبب علاقاتها المتطورة مع الصين حال كونها دولة معروفة بانتهاك حقوق الإنسان. كانت الشركة المعنية نتيجة للمشروع المشترك بين بي جي أي الصينية برئاسة وانغ جيان وجي 42 الإماراتية برئاسة الشيخ طحنون بن زايد آل نهيان، وكلاهما متهمان في الماضي بإساءة استخدام خصوصية بيانات المستخدم / المريض، وهو انتهاك لحقوق الإنسان. لقد عرّض نفوذ الصين على الإمارات العربية المتحدة سمعتها للخطر لدى الولايات المتحدة، الحليف الغربي الذي كان رئيسه آنذاك في صراع لفظي مع نظيره في بكين منذ فترة طويلة. تم رفض العرض نظرًا لمشاركة الشركات والتقنيات الصينية التي أصبحت نقطة اهتمام محتملة للغاية لخصوصية المريض.

## وجهات النظر الأمريكية
نشر الصحفي هارولد إيزاك كتاب الخدوش على عقولنا: الصور الأمريكية للصين والهند في عام 1955. حدد إيزاك ست مراحل من المواقف الأمريكية تجاه الصين؛ وذلك من خلال مراجعة الأدبيات الشعبية والعلمية حول آسيا التي ظهرت في الولايات المتحدة، ومن خلال إجراء مقابلات مع العديد من الخبراء الأمريكيين. ذُكِرت المراحل على النحو التالي: «الاحترام» (القرن الثامن عشر)، و«الازدراء» (1840-1905)، و«الإحسان» (1905-1937)، و«الإعجاب» (1937-1944)، و«خيبة الأمل» (1944-1949)، و«العداء» (بعد عام 1949). حدّث المؤرخ جوناثان سبينس في عام 1990 نموذج إيزاك ليشمل «استيقاظ الفضول» (1970-1974)، و«الانبهار الساذج» (1974-1979) و«تجدد الشك» (ثمانينيات القرن الماضي).

## وجهات النظر الصينية
تمكن ماو تسي تونغ من فرض وجهات نظره على الحزب الشيوعي والحكومة ووسائل الإعلام. تجاهلت واشنطن احتمال أن قرارها في يونيو عام 1950 للدفاع عن كوريا الجنوبية، ثم غزو كوريا الشمالية في سبتمبر، من شأنه أن يثير قلق الصين، ولكنه فعل ذلك، إذ رد الصينيون في نوفمبر عام 1950 بغزو واسع النطاق لكوريا الشمالية دفع الحلفاء نحو جنوب خط العرض 38. استقر الوضع بالقرب من خط التقسيم الموازي 38 (خط العرض 38) الأصلي بحلول عام 1951. أوضحت حكومة أيزنهاور الجديدة في واشنطن عام 1953 أن القتال يجب أن يتوقف؛ ولمّحت إلى أنها يمكن أن تستخدم أسلحة نووية إذا لزم الأمر.
استقر كلا البلدين على هدنة في عام 1953 لإيجاد حل لمشكلة إعادة أسرى الحرب إلى أوطانهم، وسحبت الصين قواتها من كوريا الشمالية. لم يُوقَّع على أي معاهدة سلام على الإطلاق، وظلت القوات الكورية الشمالية والكورية الجنوبية في القرن الحادي والعشرين في حالة مواجهة؛ وذلك مع وجود وحدة أمريكية كبيرة ما تزال متمركزة في كوريا الجنوبية. لم يستطع ماو في أواخر الخمسينيات من القرن الماضي تحمل ذلك البرنامج المناهض للستالينية بقيادة رئيس الوزراء الروسي نيكيتا خروتشوف. تصاعدت التوترات الأيديولوجية بين بكين وموسكو وكادت أن تُصبح على حافة الحرب. انقسمت الحركات الشيوعية بين العنصر القديم المؤيد لموسكو والماويين الأكثر راديكالية المؤيدين لبكين في جميع البلدان والمستعمرات الرأسمالية تقريبًا. لم يكن ماو ودودًا مع الولايات المتحدة، ولكنه أدرك أن الموقف الأمريكي المناهض للسوفييت في الحرب الباردة كان لصالحه طالما كانت الصين أقل قوة عسكريًا من الاتحاد السوفيتي المجاور.

## قضايا مهمة

### حقوق الإنسان
أعلنت الولايات المتحدة في عام 2003 عن وجود خلاف خطير بينها وبين الصين؛ وذلك على الرغم من بعض النشاط الإيجابي في ذلك العام، والعلامات الأكبر لاستعداد جمهورية الصين الشعبية للمشاركة مع الولايات المتحدة وبعض البلدان الأخرى في مجال حقوق الإنسان. اعترفت الصين بمبدأ أهمية حماية حقوق الإنسان، وادعت أنها اتخذت خطوات لجلب ممارسات حقوق الإنسان الخاصة بها بما يتطابق مع المعايير الدولية. تضمنت هذه الخطوات توقيع العهد الدولي الخاص بالحقوق الاقتصادية والاجتماعية والثقافية في أكتوبر عام 1997، والذي صُدِّق عليه في مارس عام 2001، وتوقيع العهد الدولي الخاص بالحقوق المدنية والسياسية في أكتوبر عام 1998، الذي لم يُصدَّق عليه بعد.
أطلقت الصين في عام 2002 سراح عدد كبير من السجناء السياسيين والدينيين؛ ووافقت على التعامل مع خبراء الأمم المتحدة المختصين بالتعذيب والاحتجاز التعسفي والدين. تؤكد الجماعات الدولية لحقوق الإنسان أنه لم يكن هناك أي تحرك تقريبًا تجاه هذه الوعود؛ وذلك مع ازدياد عدد الأشخاص الذين اعتُقِلوا بسبب جرائم مماثلة منذ ذلك الحين. تحافظ هذه الجماعات على فكرة الشوط الطويل الذي ستخوضه الصين في وضع نوع التغيير الجذري الأساسي الذي سيحمي حقوق وحريات جميع مواطنيها في البر الرئيسي الصيني. تنشر وزارة الخارجية الأمريكية تقريرًا سنويًا عن حقوق الإنسان في جميع أنحاء العالم، والذي يشمل تقييمًا لسجل حقوق الإنسان في الصين.
انتقدت جماعات حقوق الإنسان عدم ادراج وزارة الخارجية الأمريكية الصين كأحد أسوأ منتهكي حقوق الإنسان في العالم؛ وذلك في تقريرها لعام 2007 عن ممارسات حقوق الإنسان في البلدان والمناطق خارج الولايات المتحدة. صرح مساعد مكتب وزارة الخارجية للديمقراطية وحقوق الإنسان والعمل جوناثان دي. فرار ببقاء سجل الصين العام في مجال حقوق الإنسان في عام 2007 في حالة سيئة.
نشرت الصين بشكل سنوي منذ عام 1998 ورقة بيضاء تُظهر بالتفصيل انتهاكات الولايات المتحدة لحقوق الإنسان؛ وبدأت منذ عام 2005 بنشر ورقة بيضاء عن نظامها السياسي والتقدم الديمقراطي.
أصدرت الولايات المتحدة في 27 فبراير عام 2014 تقريرها عن ممارسات حقوق الإنسان في الصين لعام 2013؛ والتي قال ملخصها التنفيذي إنها وصفت جمهورية الصين الشعبية كدولة استبدادية ومكان يُعتبر فيه القمع والإكراه مجرد روتين. نشرت الصين في 28 فبراير عام 2014 تقريرًا عن حقوق الإنسان في الولايات المتحدة ذكرت فيه المراقبة الجماعية، وسوء معاملة السجناء، والعنف بالأسلحة النارية، والتشرد، باعتبارها قضايا مهمة، وذلك على الرغم من وجود اقتصاد نابض بالحياة.
توسعت انتقادات الولايات المتحدة للصين بشأن حقوق الإنسان بشكل كبير في نهاية عام 2018 وفي عام 2019، ولاسيما بشأن مسألة معسكرات الاعتقال في سنجان. قارن وزير الخارجية الأمريكية مايك بومبيو بشكل غير مباشر الصين بألمانيا النازية في مارس عام 2019؛ وقال إن تجمّع الأقليات المسلمة في المخيمات لم يظهر «منذ ثلاثينيات القرن العشرين». اتهمت حكومة الولايات المتحدة الصين بوضع الأويغور في «معسكرات الاعتقال» في مايو عام 2019. نظرت الحكومة الأمريكية أيضًا في موافقة المسؤولين الصينيين المشاركين في المخيمات، ومن ضمنهم تشين كوانغو وزير الخارجية الشيوعي في سنجان وعضو المكتب السياسي التاسع عشر للحزب الشيوعي الصيني؛ وذلك على الرغم من عدم موافقة حكومة الولايات المتحدة على أي عضو في المكتب السياسي الصيني. اتهم نائب الرئيس مايك بنس الصين باضطهاد المسيحيين والمسلمين والبوذيين في يوليو 2019.
أصدر مدير عام هيوستن روكتس، داريل موري، في 4 أكتوبر 2019، تغريدة تدعم احتجاجات هونغ كونغ 2019-2020. أسفرت تغريدة موري عن قطع علاقات الرابطة الصينية لكرة السلة مع هيوستن روكتس، وإصدار بيان عن الاستياء من مكتب القنصلية في الصين في هيوستن. أصدر كل من موري والرابطة الصينية لكرة السلة في 6 أكتوبر بيانات منفصلة تتناول التغريدة الأصلية. قال موري إنه لم يقصد أبدًا أن تكون تغريدته سببًا لأي أذى، وقالت الرابطة إن التغريدة «شيء يؤسف عليه». انتقد السياسيون الأمريكيون ومراقبي الطرف الثالث البيانات الممارسة المتصورة للوضع الاقتصادي من قبل جمهورية الصين الشعبية، وعدم دفاع الرابطة عن تغريدة موري بما يكفي.
يتناقض المنتقدون أيضًا بشأن استجابة الرابطة المتباينة لتغريدة موري على الرغم من تاريخ نشاطها السياسي؛ وقارن الحادثة بحلقة 2 أكتوبر من مسلسل ساوث بارك بعنوان «الفرقة في الصين»؛ والتي طاردت الرقابة الذاتية لصناعة الترفيه الأمريكية لتلبية مطالب الرقابة في جمهورية الصين الشعبية. وجهت التصريحات أيضا انتقادات من وسائل الإعلام التي تديرها جمهورية الصين الشعبية لعدم كفايتها، وذلك بعد عدم تقديم موري لأي اعتذار.
طلب البيت الأبيض في يونيو عام 2020 في الذكرى الحادي والثلاثين لقمع ساحة تيان آن مين من بكين احترام حقوق الإنسان، وتنفيذ التزاماتها تجاه هونغ كونغ، وذلك فضلًا عن اضطهاد الأقليات الإثنية والدينية. أعلنت الولايات المتحدة في 9 يوليو عام 2020 عن عقوبات ضد السياسيين الصينيين؛ الذين ذُكِروا في سجلها على أنهم مسؤولين عن انتهاكات حقوق الإنسان ضد الأقليات المسلمة في سنجان.
عاقبت حكومة الولايات المتحدة 11 شركة صينية جديدة بمنعها شراء التكنولوجيا والمنتجات الأمريكية في 20 يوليو عام 2020؛ وذلك بسبب انتهاكاتها لحقوق الإنسان في الصين التي تستهدف الأويغور في منطقة سنجان. اعتذرت العديد من الشركات الأمريكية، بما في ذلك خطوط دلتا الجوية، وكوتش نيويورك، وماريوت الدولية، وكالفن كلاين، وتيفاني آند كو من الصين بعد «الإساءة» إلى البلاد والحزب الشيوعي الحاكم في الصين. قررت حكومة الولايات المتحدة في 15 سبتمبر عام 2020 اتخاذ خطوات لمنع بعض الصادرات من منطقة سنجان الصينية؛ وذلك بسبب الانتهاكات المزعومة لحقوق الإنسان في البلاد والموجهة معظمها ضد أقلية الأويغور المسلمة في المنطقة.
اعتمد الدبلوماسيون الصينيون بشكل متزايد في عام 2020 «دبلوماسية وولف المحارب» لإنكار جميع الاتهامات بانتهاكات حقوق الإنسان. غرّد تشاو لي جيان، متحدث باسم وزارة الخارجية الصينية، بأن الولايات المتحدة لا تملك حق انتقاد انتهاكات الصين لحقوق الإنسان في الوقت الذي تضج به بمشاكلها.
أعلن وزير الخارجية المنتهية ولايته مايك بومبيو في 19 يناير 2021 أن الصين ترتكب إبادة جماعية ضد الأويغور وجرائم ضد الإنسانية. كتب بومبيو في رسالة: «أعتقد أن هذه الإبادة الجماعية مستمرة، وأننا نشهد محاولة منهجية لتدمير الأويغور من قبل الدولة الحزبية الصينية». دعا بومبيو «جميع الهيئات القانونية المتعددة الأطراف وذات الصلة للانضمام إلى الولايات المتحدة في جهودنا لتعزيز مساءلة المسؤولين عن هذه الفظائع». نفت الصين بشدة استمرار انتهاكات حقوق الإنسان في سنجان. صرح بومبيو سابقًا أن الصين تحاول «إبادة مواطنيها». قال صالح خاديار، رئيس وزراء حكومة تركستان الشرقية في المنفى (الذي يدعي أنها الحكومة الشرعية لسنجان): «نأمل أن يؤدي هذا التعيين إلى اتخاذ إجراءات قوية حقيقية لمساءلة الصين، ووضع حد للإبادة الجماعية الصينية. قال أنتوني بلينكن، مرشح جو بايدن لمنصب وزير الخارجية، إنه يتفق مع تقييم بومبيو.
أعلنت الصين عقوبات ضد بومبيو و27 من المسؤولين السابقين الآخرين وأفراد أسرهم المباشرين قبل تنصيب الرئيس بايدن في 20 يناير؛ ووجهت لهم الصين تهمة «التخطيط والترويج والتنفيذ» للتدخل في الشؤون الداخلية للصين. منعتهم العقوبات من دخول الصين أو هونغ كونغ أو ماكاو، وفرضت قيودًا على الشركات المرتبطة بهم من ممارسة الأعمال التجارية في الصين. وصف متحدث باسم مجلس الأمن القومي التابع لشركة بايدن العقوبات بأنها «غير مثمرة ومثيرة للسخرية».

## وصلات خارجية
- History of China - U.S. relations

بعض المعلومات الوثائقية عن العلاقة الثنائية بين الولايات المتحدة والصين الشعبية.
1. 1964-1968
2. 1969–1972
3. 1973-1976, ePub Supplement
4. 1977-1980

- U.S. embassy in China.